# Fajar Menang
Fajar Menang is een bestuurslaag in het regentschap Empat Lawang van de provincie Zuid-Sumatra, Indonesië. Fajar Menang telt 1056 inwoners (volkstelling 2010).